# Гіндін В'ячеслав Йосипович
В'ячеслав Йосипович Гіндін (нар. 31 липня 1966, Харків) — український актор театру, кіно та дубляжу. Заслужений артист України (2013).

## Життєпис
В'ячеслав Гіндін народився 31 липня 1966 року у Харкові. Навчаючись у 7-му класі, у 1979 році пройшов відбір до театральної студії у Будинку актора.
Після закінчення середньої школи № 4  вступив до Харківського національного університету мистецтв імені І.Котляревського, який закінчив 1987 року.
Його бабуся і дідусь по материнській лінії мали пряме відношення до театру. Дідусь ще до революції 1917 року служив в оркестрі оперного театру — грав на гобої та англійському ріжку. А бабуся там же була начальницею пошивочного цеху.
Одружений. Дружина — Тетяна Тумасянц, акторка.

## Творчість
В'ячеслав Гіндін працює актором Харківського театру ляльок імені В. А. Афанасьєва. Також він — відомий конферансьє, шоумен.
Був артистом трупи шоу «Велика різниця по-українськи».
Зіграв 20 ролей в театрі, близько 30-ти — в кіно і телепрограмах, більше 70 робот дубляжу. Його голосом говорять герої Самюеля Джексона, Коліна Ферта, Ґері Олдмена, Рассела Кроу та Ніколаса Кейджа.
|  | «Якщо в театрі важлива гра, то в кіно, виходячи з образу, необхідно триматися однієї лінії поведінки й органічно існувати в кадрі. Зйомки йдуть довго, іноді по півроку, і важливо, щоб після монтажу не було відчуття, що все знімали в різний час. А ще в кіно багато що залежить від фактури. Буває, що на сцені – завершений дуболом, двох слів зв’язати не може, а в кіно все чудово: великий план, виразні очі і чудово мовчить в кадрі», - розповів про свою творчість В'ячеслав Гіндін. |

### Ролі в театрі
Харківський державний академічний театр ляльок імені В. А. Афанасьєва
- 2009 — «Прості історії Антона Чехова» за творами «Дама з собачкою, «Чорний монах» та «Скрипка Ротшильда» Антона Чехова; реж. Оксана Дмітрієва
- 2012 — «Їжачок з туману» Сергія Козлова; реж. Оксана Дмітрієва
- 2012 — «Чевенгур» за романом Андрія Платонова; реж. Оксана Дмітрієва
- 2015 — «Одруження» Миколи Гоголя; реж. Оксана Дмітрієва[6]
- 2016 — «Вишневий сад» за п'єсою Антона Чехова; реж. Оксана Дмітрієва
- 2017 — «Уявний хворий» за п'єсою Мольєра; реж. Оксана Дмітрієва[7][8]
- 2018 — «Гамлет» за п'єсою Вільяма Шекспіра; реж. Оксана Дмітрієва
- 2019 — «Діти райка» Жака Превера; реж. Оксана Дмітрієва
- Золотий ключик
- Малюк і Карлсон
- Майстер і Маргарита
- Моя прекрасна леді
- Ревізор
- Бісовий млин

### Фільмографія
- 2004 — Російське — епізод
- 2005 — Міліцейська академія — епізод
- 2005 — Вища міра — Паша, адвокат Вадима і Ортопеда
- 2005 — Божевілля: виклик і боротьба — помічник Лева Борисовича
- 2006 — Чартер — Мартов Євген, генеральний директор авіакомпанії
- 2007 — Міліцейська академія-2 — майор Харчов
- 2008 — Сповідь диявола — слідчий
- 2011 — Ластівчине гніздо — бізнес тренер
- 2011 — Кумські байки
- 2012 — 1812 (документальний)
- 2013 — Іван Сила — Новак, учитель
- 2014 — Копи з Перетопа — суддя
- 2016 — Підкидьки (Україна)
- 2016 — Недотуркані — Василь Жуйвода, депутат-батько (головна роль)
- 2017 — Хороший хлопець — епізод
- 2017 — Список бажань — Володимир Іванович, учитель математики
- 2017 — Слуга народу-2. Від любові до імпічменту — Володя, помічник губернатора Харкова
- 2017 — Підкидьки-2 — Артем Сергійович Осокін, гінеколог
- 2018 — За законами воєнного часу-2 — Семен Ігнатенко, старший сержант
- 2018 — Голос з минулого — батько Алі
- 2019 — Папік — Геннадій Іванович Прус, стоматолог
- 2019 — Суддя — Григорій Федорович Полтавченко, начальник міського управління поліції, полковник
- 2019 — Солона карамель — Семагін, головлікар
- 2019 — Слуга народу-3. Вибір — Антон, помічник Жанни Борисенко

### Дубляж
- 2006 — Сезон полювання
- 2007 — Бі Муві: Медова змова
- 2009 — 2012 (фільм)
- 2010 — Гаррі Поттер і Смертельні реліквії: Частина 1
- 2010 — Учень чаклуна
- 2012 — Нова Людина-павук
- 2020 — Дулітл